# Víctor Gómez Perea
Víctor Gómez Perea (Olesa de Montserrat, Barcelona, 1 de abril de 2000) es un futbolista español que juega en la demarcación de defensa para el S. C. Braga de la Primeira Liga.

## Biografía
Empezó a formarse como futbolista en la Escuela de Futbol Olesa 87 (EFO87), en el F. C. Barcelona, en el C. F. Damm y finalmente en el R. C. D. Espanyol, donde permaneció desde 2015. Siguió jugando en las filas inferiores del club hasta que en 2017 subió al segundo equipo. Hizo su debut el 25 de marzo de 2017 en un partido de Segunda División B contra el Villarreal C. F. "B" al sustituir a Carles Soria. Dos años después subió al primer equipo, debutando el 20 de octubre a las órdenes de Pablo Machín contra el Villarreal C. F., encuentro que finalizó con un resultado de 0-1 a favor del conjunto villarrealense tras el gol de Karl Toko Ekambi.
Tras jugar un total de 21 partidos, el 10 de septiembre de 2020 fue cedido una temporada al C. D. Mirandés. Una vez esta finalizó regresó al conjunto perico y, aunque tuvo minutos en el primer partido de Liga, antes del cierre del periodo de traspasos salió cedido al Málaga C. F. Acumuló una tercera cesión, marchándose a finales de junio de 2022 al S. C. Braga portugués. Este acuerdo incluía una opción de compra que fue ejercida una vez terminó la temporada.

## Clubes
| Club                    | País     | Año       | Partidos | Goles |
| ----------------------- | -------- | --------- | -------- | ----- |
| R. C. D. Espanyol "B"   | España   | 2017-2019 | 74       | 3     |
| R. C. D. Espanyol       | España   | 2019-2020 | 21       | 0     |
| C. D. Mirandés (cedido) | España   | 2020-2021 | 38       | 1     |
| R. C. D. Espanyol       | España   | 2021      | 1        | 0     |
| Málaga C. F. (cedido)   | España   | 2021-2022 | 36       | 0     |
| S. C. Braga             | Portugal | 2022-     | 127      | 0     |

## Palmarés

### Títulos nacionales
| Título                      | Club        | País     | Año  |
| --------------------------- | ----------- | -------- | ---- |
| Copa de la Liga de Portugal | S. C. Braga | Portugal | 2024 |

### Campeonatos internacionales
| Título          | Club             | País   | Año  |
| --------------- | ---------------- | ------ | ---- |
| Eurocopa Sub-17 | Selección sub-17 | España | 2017 |
| Eurocopa Sub-19 | Selección sub-19 | España | 2019 |